# Milda Valčiukaitė
Milda Valčiukaitė (Vilnius, 24 maggio 1994) è una canottiera lituana.

## Palmarès
- Olimpiadi

Rio de Janeiro 2016: bronzo nel 2 di coppia.
- Mondiali

Chungjiu 2013: oro nel 2 di coppia.
Plovdiv 2018: oro nel 2 di coppia.
- Europei

Siviglia 2013: oro nel 2 di coppia.
Belgrado 2014: argento nel 2 di coppia.
Poznań 2015: argento nel 2 di coppia.
Glasgow 2018: bronzo nel 2 di coppia.
- Mondiali Junior

Amsterdam 2011: oro nel 2 di coppia.
Amsterdam 2011: oro nel 2 di coppia.
- Universiade

Gwangju 2015: oro nel 2 di coppia.